# Бехор Шор, Иосиф
Иосиф бен-Исаак Бехор Шор (Joseph ben Isaac Bekhor Shor) — французский (из Орлеана) библейский комментатор (тосафист и экзегет) и стихотворец второй половины XII века. Принадлежал к школе Раши. Сохранился в рукописи его комментарий на Пятикнижие и извлечения из других трёх сочинений.

## Биография
Сын некоего Исаака (бен-Исаак). Проживал в Орлеане. Ученик Якова Тама, Иосифа Кары и Самуила бен-Меир (Рашбама).
Тождественность Бехор-Шора с тосафистом Иосифом бен-Исаак из Орлеана вполне установлена Гроссом, доказавшим, что толкования Тосафот (Хул., 112б; Иеб., 25б, 36б) от имени Иосифа бен-Исаак, цитируются в «Semak» (№ 205) и респонсах рабби Меира Ротенбургского (пражское изд., № 863) от лица Иосифа Бехор-Шора. Именование «Бехор Шор» («первородный телец») происходит от библейского выражения, применённого к Иосифу (Втор. 33:17).
Иосиф был в дружественных отношениях со своим наставником рабби Яковом Тамом и поддерживал с ним учёную переписку. Кроме участия в Тосефот, он составил весьма остроумный библейский комментарий.

## Труды
Рукопись комментария Бехор-Шора на Пятикнижие хранилась в лейденской и мюнхенской библиотеках. Часть (на Бытие и Исход) издана Еллинеком (Лейпциг, 1855). Извлечения из остальных трёх книг были опубликованы Берлинером в «Реletath Soferim» (1872).
Бехор-Шор — автор ряда литургических стихотворений. Кроме кратких гимнов в стиле Ибн-Эзры, которыми Бехор-Шор заканчивает каждый отдел своего комментария, он составил еще шесть «селих».

## Особенности критического подхода
В большей мере даже чем Раши, к школе которого принадлежал Бехор-Шор, он ограничивался буквальным истолкованием текста — так называемым приёмом пшат. Предвосхищая мысли позднейших библейских критиков, он указывал на наличие параллельных редакций и старался рационалистически объяснить рассказ, где повествуется ο чудесах, например:
- он истолковывает «древо жизни» (Быт. 2:9) в смысле «древа исцеления», причём поясняет, что плоды этого растения имели свойство исцелять больных без того, однако, чтобы даровать им вечную жизнь;
- относительно превращения жены Лота в соляной столб (Быт. 19:26) Бехор-Шор замечает, что эта женщина, не веря в окончательную гибель Содома и Гоморры, замешкалась в пути, где и была застигнута огненным дождём из серы, к которой в таких случаях обыкновенно примешана соль.

Прекрасно знакомый с Вульгатой и христианской библейской экзегетикой, Иосиф Бехор-Шор, комментируя Псалом 2, цитирует Иеронима и подвергает при этом критике его толкование слова «נד» («Бадан» — местность, славившаяся гранатами, город самарян).
Знаток латыни, он опровергал христологическую интерпретацию ветхозаветных отрывков, атакуя в своих комментариях как вероотступников, так и христиан, с которыми много спорил, отвергая все их попытки найти в ветхозаветных текстах христианские догмы. Он также не принимал всерьёз разные аллегорические объяснения, отрицавшие реальный смысл Десяти заповедей: «Пусть они и перевели Библию со священного языка на народный, Господь не дал им ни сердца, чтобы понять, ни глаз, чтобы видеть, ни ушей, чтобы слышать».